# نووی سوبای
نووی سوبای (انگلیسی: Novy Subay) یک شهرک در شهرستان نوریمانوفسکی استان باشقیرستان کشور روسیه است.